# Nikolaus Wurmbrand
Nikolaus Wurmbrand (Vienna, 5 gennaio 2006) è un calciatore austriaco, attaccante del Rapid Vienna.

## Carriera

### Club
Wurmbrand è cresciuto nel settore giovanile del Rapid Vienna, ed il 14 settembre 2024, dopo una stagione e mezzo trascorsa nella squadra riserve, ha esordito in prima squadra nell'incontro di Bundesliga pareggiato 1-1 contro il Wolfsberger, dove ha trovato anche il primo gol. Sempre nella stessa stagione gioca anche nei turni preliminari di Europa League e nella fase finale di Conference League.

### Nazionale
Ha giocato con le nazionali giovanili austriache Under-16, Under-18, Under-19 e Under-21.

## Statistiche

### Presenze e reti nei club
Statistiche aggiornate al 17 agosto 2025.
| Stagione               | Squadra                | Campionato             | Campionato | Campionato | Coppe nazionali | Coppe nazionali | Coppe nazionali | Coppe continentali | Coppe continentali | Coppe continentali | Altre coppe | Altre coppe | Altre coppe | Totale | Totale | Totale |
| Stagione               | Squadra                | Comp                   | Pres       | Reti       | Comp            | Pres            | Reti            | Comp               | Pres               | Reti               | Comp        | Pres        | Reti        | Pres   | Reti   |        |
| ---------------------- | ---------------------- | ---------------------- | ---------- | ---------- | --------------- | --------------- | --------------- | ------------------ | ------------------ | ------------------ | ----------- | ----------- | ----------- | ------ | ------ | ------ |
| 2023-2024              | Rapid Vienna II        | RL                     | 4          | 1          | -               | -               | -               | -                  | -                  | -                  | -           | -           | -           | 4      | 1      |        |
| 2024-2025              | Rapid Vienna II        | 2L                     | 6          | 5          | -               | -               | -               | -                  | -                  | -                  | -           | -           | -           | 6      | 5      |        |
| Totale Rapid Vienna II | Totale Rapid Vienna II | Totale Rapid Vienna II | 10         | 6          |                 | -               | -               |                    | -                  | -                  |             | -           | -           | 10     | 6      |        |
| 2024-2025              | Rapid Vienna           | BL                     | 17         | 1          | CA              | 2               | 0               | UEL+UECL           | 1+8                | 2                  | -           | -           | -           | 28     | 3      |        |
| 2025-2026              | Rapid Vienna           | BL                     | 1          | 0          | CA              | 0               | 0               | UECL               | 2                  | 0                  | -           | -           | -           | 3      | 0      |        |
| Totale Rapid Vienna    | Totale Rapid Vienna    | Totale Rapid Vienna    | 18         | 1          |                 | 2               | 0               |                    | 11                 | 2                  |             | -           | -           | 31     | 3      |        |
| Totale carriera        | Totale carriera        | Totale carriera        | 28         | 7          |                 | 2               | 0               |                    | 11                 | 2                  |             | -           | -           | 41     | 9      |        |

## Palmarès

### Club

#### Competizioni nazionali
- Fußball-Regionalliga: 1

Rapid Vienna II: 2023-2024